# ميناء بنزرت - منزل بورقيبة
ميناء بنزرت - منزل بورقيبة هو ميناء تجاري حكومي يقع في مدينة بنزرت التونسية. أسس سنة 1996. وهو مينـاء متعدد الاختصاصات.

## وصلات خارجية
- ديوان البحرية التجارية والمواني
- دليل ديوان البحرية التجارية والموانئ على موقع اتحاد الموانئ البحرية العربية